# Dan Murphy
Daniel David "Dan" Murphy (12 de julio de 1962 en Duluth, Minnesota) es un músico estadounidense, cofundador de la banda de rock alternativo Soul Asylum y guitarrista de la agrupación Golden Smog.

## Historia
Murphy fue uno de los compositores de las canciones de Soul Asylum, junto a David Pirner. Escribió canciones como "Can't Go Back" from Made to Be Broken, "Cartoon" del álbum Hang Time y "Gullible's Travels" de And the Horse They Rode in On. Adicionalmente, junto a Pirner escribió "Easy Street", que aparece en And the Horse They Rode in On, y coescribió la balada "Promises Broken" de Let Your Dim Light Shine con Marc Perlman.
En 1988, Murphy formó Golden Smog, un supergrupo compuesto por miembros de The Replacements, The Jayhawks y Run Westy Run. Murphy fue acreditado como 'David Spear' en el segundo disco de la banda, Down by the Old Mainstream, esto debido a obligaciones contractuales.
En 1992, Murphy hizo una aparición en el álbum debut de Chris Mars, baterista de The Replacements, titulado Horseshoes and Hand Grenades.